# Włochy na Zimowych Igrzyskach Olimpijskich 1998
Reprezentacja Włoch na Zimowych Igrzyskach Olimpijskich 1998 liczyła 113 zawodników - 79 mężczyzn i 34 kobiet, którzy wystąpili w trzynastu dyscyplinach sportowych. Reprezentanci tego kraju zdobyli łącznie dziesięć medali - dwa złote, sześć srebrnych i dwa brązowe.
Najmłodszym włoskim zawodnikiem podczas ZIO 1998 była Karen Putzer (19 lat i 136 dni), a najstarszym - Marco Albarello (37 lat i 263 dni).

## Medaliści
| Medal  | Zawodnicy                                                          | Dyscyplina            | Konkurencja                      |
| ------ | ------------------------------------------------------------------ | --------------------- | -------------------------------- |
| Złoto  | Deborah Compagnoni                                                 | Narciarstwo alpejskie | Gigant kobiet                    |
| Złoto  | Günther Huber Antonio Tartaglia                                    | Bobsleje              | Dwójki mężczyzn                  |
| Srebro | Deborah Compagnoni                                                 | Narciarstwo alpejskie | Slalom kobiet                    |
| Srebro | Pieralberto Carrara                                                | Biathlon              | Bieg indywidualny mężczyzn       |
| Srebro | Marco Albarello Fulvio Valbusa Fabio Maj Silvio Fauner             | Biegi narciarskie     | Sztafeta mężczyzn                |
| Srebro | Stefania Belmondo                                                  | Biegi narciarskie     | 30 km stylem dowolnym kobiet     |
| Srebro | Armin Zöggeler                                                     | Saneczkarstwo         | Jedynki mężczyzn                 |
| Srebro | Thomas Prugger                                                     | Snowboarding          | Gigant mężczyzn                  |
| Brąz   | Silvio Fauner                                                      | Biegi narciarskie     | 30 km stylem klasycznym mężczyzn |
| Brąz   | Karin Moroder Gabriella Paruzzi Manuela Di Centa Stefania Belmondo | Biegi narciarskie     | Sztafeta kobiet                  |

## Wyniki reprezentantów Włoch

### Biathlon
Mężczyźni
- Pieralberto Carrara

sprint - 10. miejsce
bieg indywidualny - 
- René Cattarinussi

sprint - 52. miejsce
bieg indywidualny - 21. miejsce
- Patrick Favre

bieg indywidualny - 54. miejsce
- Hubert Leitgeb

sprint - 35. miejsce
- Wilfried Pallhuber

sprint - 14. miejsce
bieg indywidualny - 41. miejsce
- Patrick Favre
Wilfried Pallhuber
René Cattarinussi
Pieralberto Carrara

sztafeta - 9. miejsce
Kobiety
- Nathalie Santer

sprint - 10. miejsce
bieg indywidualny - 18. miejsce

### Biegi narciarskie
Mężczyźni
- Marco Albarello

10 km stylem klasycznym - 26. miejsce
30 km stylem klasycznym - 7. miejsce
- Giorgio Di Centa

30 km stylem klasycznym - 8. miejsce
- Silvio Fauner

10 km stylem klasycznym - 10. miejsce
Bieg łączony - 4. miejsce
30 km stylem klasycznym - 
50 km stylem dowolnym - 10. miejsce
- Fabio Maj

10 km stylem klasycznym - 28. miejsce
Bieg łączony - 13. miejsce
- Pietro Piller Cottrer

50 km stylem dowolnym - 16. miejsce
- Maurizio Pozzi

50 km stylem dowolnym - 9. miejsce
- Fulvio Valbusa

10 km stylem klasycznym - 11. miejsce
Bieg łączony - 5. miejsce
30 km stylem klasycznym - 5. miejsce
50 km stylem dowolnym - 5. miejsce
- Marco Albarello
Fulvio Valbusa
Fabio Maj
Silvio Fauner

sztafeta - 
Kobiety
- Stefania Belmondo

5 km stylem klasycznym - 12. miejsce
Bieg łączony - 5. miejsce
15 km stylem klasycznym - 8. miejsce
30 km stylem dowolnym - 
- Antonella Confortola

15 km stylem klasycznym - 27. miejsce
30 km stylem dowolnym - 20. miejsce
- Manuela Di Centa

5 km stylem klasycznym - 21. miejsce
Bieg łączony - 23. miejsce
- Karin Moroder

15 km stylem klasycznym - 30. miejsce
30 km stylem dowolnym - DNF
- Gabriella Paruzzi

5 km stylem klasycznym - 9. miejsce
Bieg łączony - 12. miejsce
15 km stylem klasycznym - 14. miejsce
30 km stylem dowolnym - 10. miejsce
- Sabina Valbusa

5 km stylem klasycznym - 29. miejsce
Bieg łączony - 17. miejsce
- Karin Moroder
Gabriella Paruzzi
Manuela Di Centa
Stefania Belmondo

sztafeta - 

### Bobsleje
Mężczyźni
- Günther Huber, Antonio Tartaglia

Dwójki - 
- Fabrizio Tosini, Enrico Costa

Dwójki - 14. miejsce
- Günther Huber, Antonio Tartaglia, Massimiliano Rota, Marco Menchini

Czwórki - 14. miejsce
- Fabrizio Tosini, Andrea Pais de Libera, Enrico Costa, Sergio Chianella

Czwórki - 20. miejsce

### Hokej na lodzie
Mężczyźni
- Christopher Bartolone, Chad Biafore, Patrick Brugnoli, Mario Brunetta, Markus Brunner, Joe Busillo, Mario Chitarroni, Mike De Angelis, Dino Felicetti, Stephan Figliuzzi, Leo Insam, Maurizio Mansi, Stefano Margoni, Bob Nardella, Robert Oberrauch, Gaetano Orlando, Martin Pavlu, Roland Ramoser, Mike Rosati, Larry Rucchin, Lucio Topatigh, Bruno Zarrillo - 12. miejsce

### Kombinacja norweska
Mężczyźni
- Andrea Longo

Gundersen - 22. miejsce

### Łyżwiarstwo figurowe
Mężczyźni
- Gilberto Viadana

soliści - 23. miejsce
Kobiety
- Tony-Sabrina Bombardieri

solistki - 27. miejsce
Pary
- Barbara Fusar Poli
Maurizio Margaglio

Pary taneczne - 6. miejsce
- Diane Gerencser
Pasquale Camerlengo

Pary taneczne - 17. miejsce

### Łyżwiarstwo szybkie
Mężczyźni
- Davide Carta

500 m - 30. miejsce
1000 m - 14. miejsce
1500 m - 23. miejsce
- Ermanno Ioriatti

500 m - 9. miejsce
1000 m - 27. miejsce
1500 m - 24. miejsce
- Roberto Sighel

5000 m - 9. miejsce
10 000 m - 9. miejsce
Kobiety
- Elena Belci

3000 m - 11. miejsce
5000 m - 9. miejsce

### Narciarstwo alpejskie
Mężczyźni
- Sergio Bergamelli

gigant - 16. miejsce
- Luca Cattaneo

zjazd - DNF
kombinacja - DNF
- Alessandro Fattori

supergigant - 4. miejsce
kombinacja - 6. miejsce
- Kristian Ghedina

zjazd - 6. miejsce
supergigant - 16. miejsce
kombinacja - DNF
- Patrick Holzer

slalom - DNF
- Matteo Nana

gigant - 15. miejsce
slalom - 11. miejsce
- Werner Perathoner

zjazd - 16. miejsce
supergigant - 15. miejsce
- Fabrizio Tescari

slalom - DNF
- Alberto Tomba

gigant - DNF
slalom - DNF
- Angelo Weiss

slalom - 16
Kobiety
- Elisabetta Biavaschi

slalom - DNF
- Deborah Compagnoni

gigant - 
slalom - 
- Morena Gallizio

zjazd - 26. miejsce
slalom - 8. miejsce
kombinacja - 5. miejsce
- Isolde Kostner

zjazd - DNF
supergigant - 11. miejsce
- Lara Magoni

slalom - 15. miejsce
- Alessandra Merlin

zjazd - 21. miejsce
- Barbara Merlin

supergigant - 23. miejsce
- Sabina Panzanini

gigant - 8. miejsce
- Bibiana Perez

zjazd - 20. miejsce
supergigant - 22. miejsce
kombinacja - DNF
- Karen Putzer

supergigant - 28. miejsce
gigant - 23. miejsce

### Narciarstwo dowolne
Mężczyźni
- Freddy Romano

skoki akrobatyczne - 15. miejsce
Kobiety
- Petra Moroder

jazda po muldach - 22. miejsce

### Saneczkarstwo
Mężczyźni
- Norbert Huber

jedynki - 10. miejsce
- Reinhold Rainer

jedynki - 8. miejsce
- Armin Zöggeler

jedynki - 
- Kurt Brugger
Wilfried Huber

dwójki - 5. miejsce
- Gerhard Plankensteiner
Oswald Haselrieder

dwójki - 6. miejsce
Kobiety
- Natalie Obkircher

jedynki - 12. miejsce
- Doris Preindl

jedynki - 26. miejsce
- Gerda Weissensteiner

jedynki - 9. miejsce

### Short track
Mężczyźni
- Michele Antonioli

1000 m - 30. miejsce
- Maurizio Carnino

500 m - 15. miejsce
- Davide Carta

500 m - 11. miejsce
1000 m - 6. miejsce
- Michele Antonioli
Maurizio Carnino
Fabio Carta
Diego Cattani
Nicola Franceschina

sztafeta - 4. miejsce
Kobiety
- Barbara Baldissera

500 m - 17. miejsce
- Marinella Canclini

500 m - 30. miejsce
1000 m - 16. miejsce
- Katia Colturi

1000 m - 22. miejsce
- Mara Urbani

500 m - 5. miejsce
1000 m - 21. miejsce

### Skoki narciarskie
Mężczyźni
- Roberto Cecon

Skocznia normalna - 32. miejsce
Skocznia duża - 22. miejsce

### Snowboard
Mężczyźni
- Karl Frenademez

gigant - 20. miejsce
- Elmar Messner

gigant - 13. miejsce
- Thomas Prugger

gigant - 
- Willi Trakofler

gigant - 11. miejsce
Kobiety
- Dagmar Mair unter der Eggen

gigant - 7. miejsce
- Margherita Parini

gigant - 13. miejsce
- Alessandra Pescosta

halfpipe - 24. miejsce
- Marion Posch

gigant - 6. miejsce
- Lidia Trettel

gigant - 4. miejsce